# Cryptus infimus
Cryptus infimus là một loài tò vò trong họ Ichneumonidae.